# Joseph Sebastian Grüner
Joseph Sebastian Grüner (15. února 1780, Cheb, – 16. ledna 1864 tamtéž) byl česko-německý právník a kriminální rada. Působil jako místní historik Chebska a byl váženým přítelem Johanna Wolfganga von Goetha.

## Život
Grüner se narodil jako syn chebského měšťana, kloboučníka Sigismunda Josepha Grünera (1744–1793) a jeho manželky Anny Margarethe roz. Beckerové (1749–1821). Po absolvování latinské školy v Chebu vystudoval práva na pražské německé univerzitě. 
Po několika letech v Praze byl v letech 1807–1864 magistrátním a trestním radou v Chebu. Zde se také seznámil s Johannem Wolfgangem von Goethem při jeho cestách do lázní, s nímž ho pojilo dlouhodobé přátelství.  
Joseph Sebastian Grüner byl členem České vlastenecké společnosti v Praze a Ruské imperiální mineralogické společnosti v Petrohradě. Po jeho smrti skončily jeho mineralogické sbírky ve sbírkách Západočeského muzea v tepelském opatství. 

## Rodina
Joseph Sebastian Grüner se v roce 1811 oženil s Theresií Zembschovou (1788–1862). Z jejich manželství se narodili čtyři synové a jedna dcera. Dva z jeho synů, Josef Ritter von Grüner (1813–1889) a Ignaz Ritter von Grüner (1816–1901), byli v roce 1875 povýšeni do šlechtického stavu.

## Spisy (výběr)
- Beiträge zur Geschichte der königl. Stadt Eger und des Eger'schen Gebiets. Aus Urkunden. J. G. Calve, Prag 1843 (digitalizováno).
- Über die ältesten Sitten und Gebräuche der Egerländer. 1825, neu aufgelegt in: Beiträge zur deutsch-böhmischen Volkskunde. Verlag Calve, Prag 1901.
- Briefwechsel und mündlicher Verkehr zwischen Goethe und dem Rathe Grüner. Verlag Gustav Meyer, Leipzig 1853.